# Tyrałówka
Tyrałówka – polana w Dolinie Chochołowskiej w polskich Tatrach Zachodnich. Znajduje się w Wielkich Koryciskach, jednym z zachodnich odgałęzień tej doliny. Położona jest na wysokości 1205–1250 m n.p.m., na południowo-zachodnich zboczach Wielkich Korycisk, u podnóży Tyrałowej Czuby.
Nazwa polany pochodzi od góralskiego nazwiska Tyrała. Dawniej wchodziła ona w skład Hali Krytej, obecnie znajduje się w obszarze ochrony ścisłej Koryciska Tatrzańskiego Parku Narodowego. W 1955 miała powierzchnię ok. 3 ha, ale w 2004 w wyniku zarośnięcia jej powierzchnia zmniejszyła się o ok. 48%.